# Sant Feliu de Calmella
Sant Feliu de Calmella (Saint-Félix de Calmeilles en francès) és l'església parroquial del poble de Calmella, de la comuna nord-catalana del mateix nom, a la comarca del Rosselló.
Està situada en el petit nucli de població de Calmella, al costat sud-oriental de la cellera originària del poble.

## Història
Apareix esmentada per primer cop, en un document del 959, en una donació a Santa Eulàlia d'Elna. Atès que l'edifici actual és del segle xii, cal concloure que antigament hi hagué un altre temple, que s'enderrocà per bastir el nou.
Va ser declarada monument històric de França el 1964.

## Arquitectura

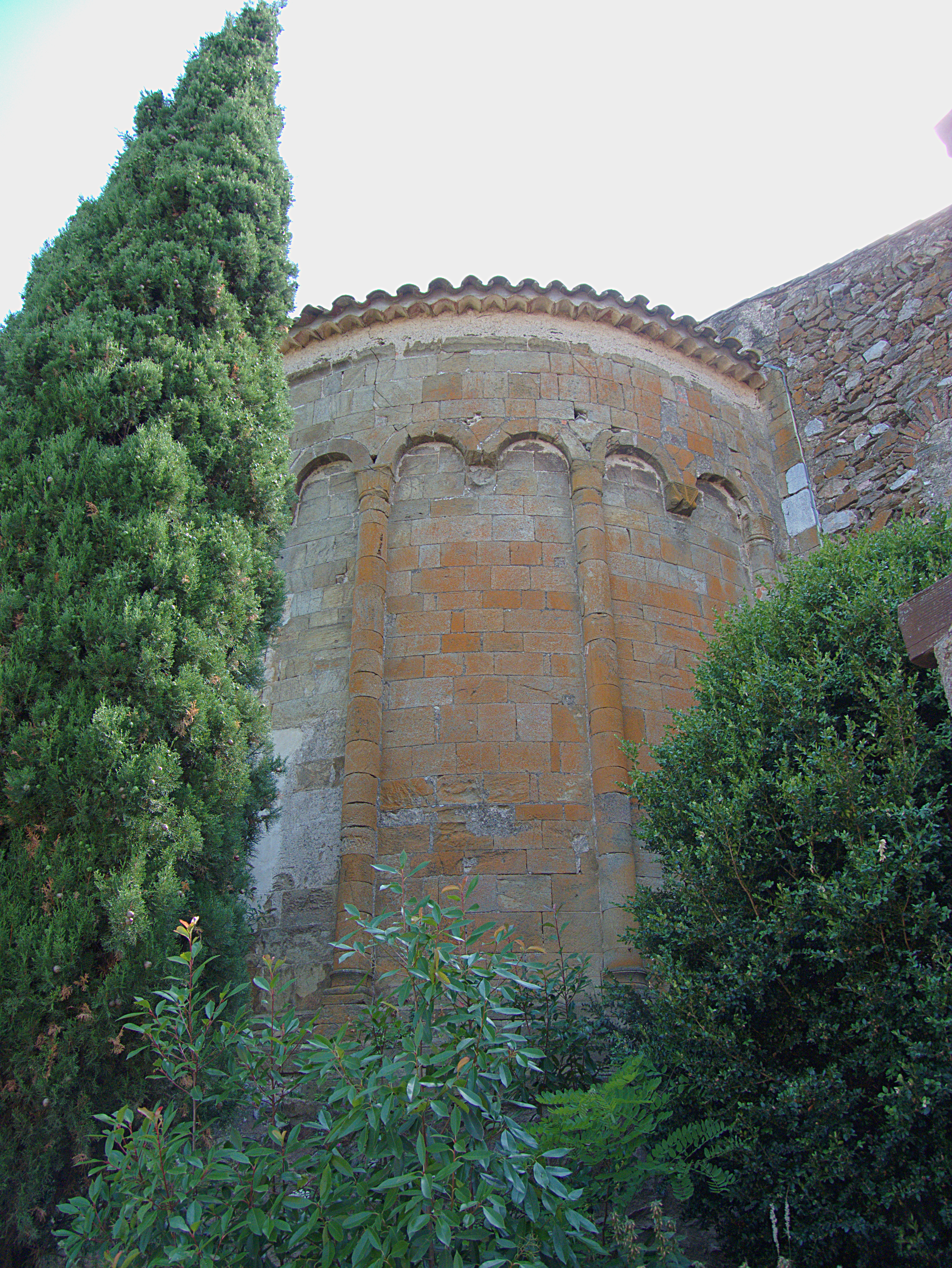
Absis de l'església

És una església de nau única amb un absis semicircular decorat amb arcs llombards, columnes i capitells. Corona la coberta  un petit campanar d'espadanya amb una obertura superior i dues d'inferiors.
El portal d'entrada, a la façana meridional, és ornamentat amb un arc en forma de dents de serra; al mur al costat d'aquest portal hi ha adossada una capella lateral oberta a l'exterior.

## Mobiliari
L'església conserva una marededeu romànica del segle xii, la «Mare de Déu de la Salut», de fusta policromada; de la mateixa època és una pila baptismal, decorada, de granit. També té restes d'un baldaquí del segle xiii, una marededeu gòtica provinent del santuari de la Mare de Déu del Coll, i també s'hi poden contemplar retaules del xvii i xviii.

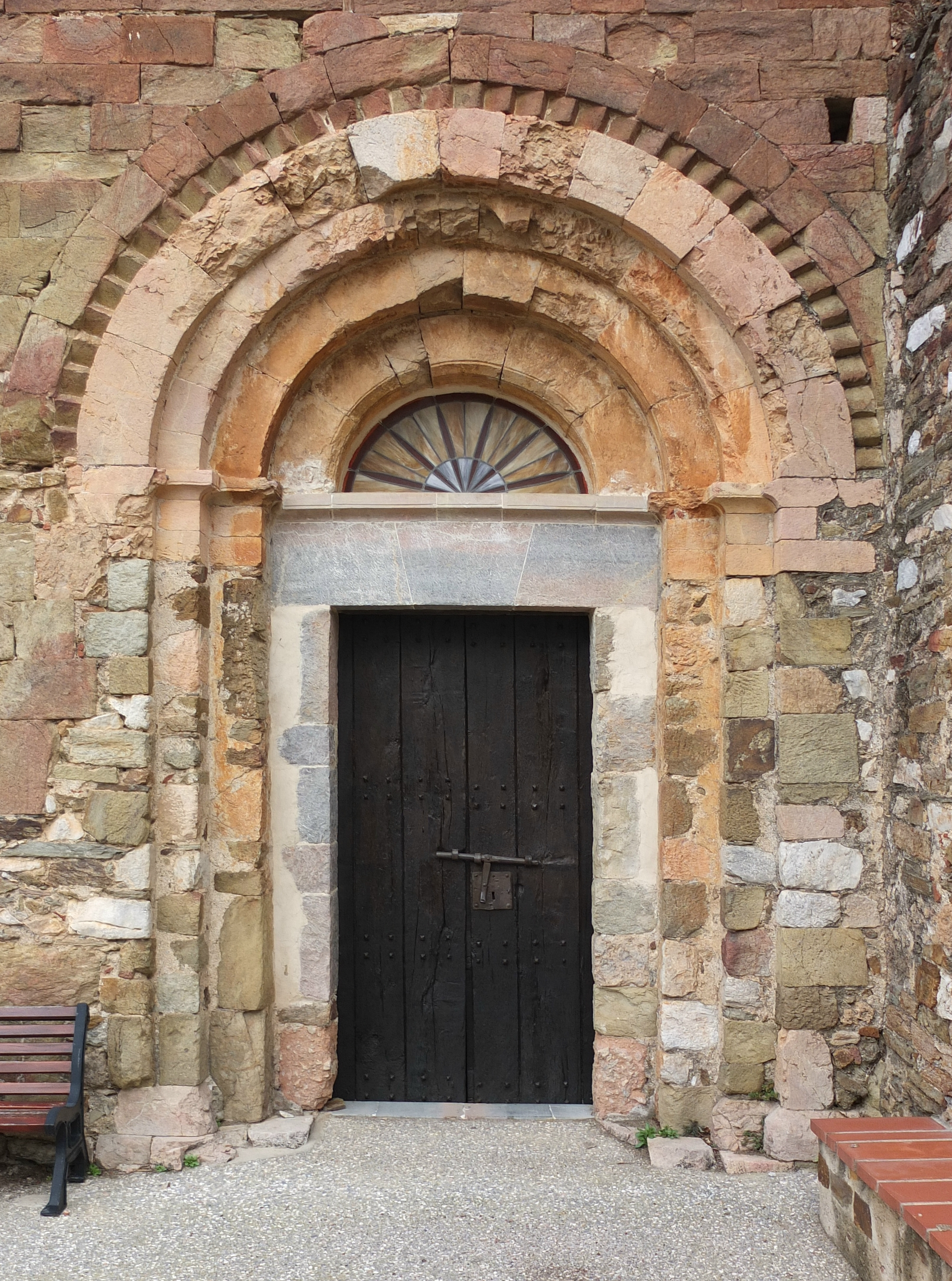
El portal
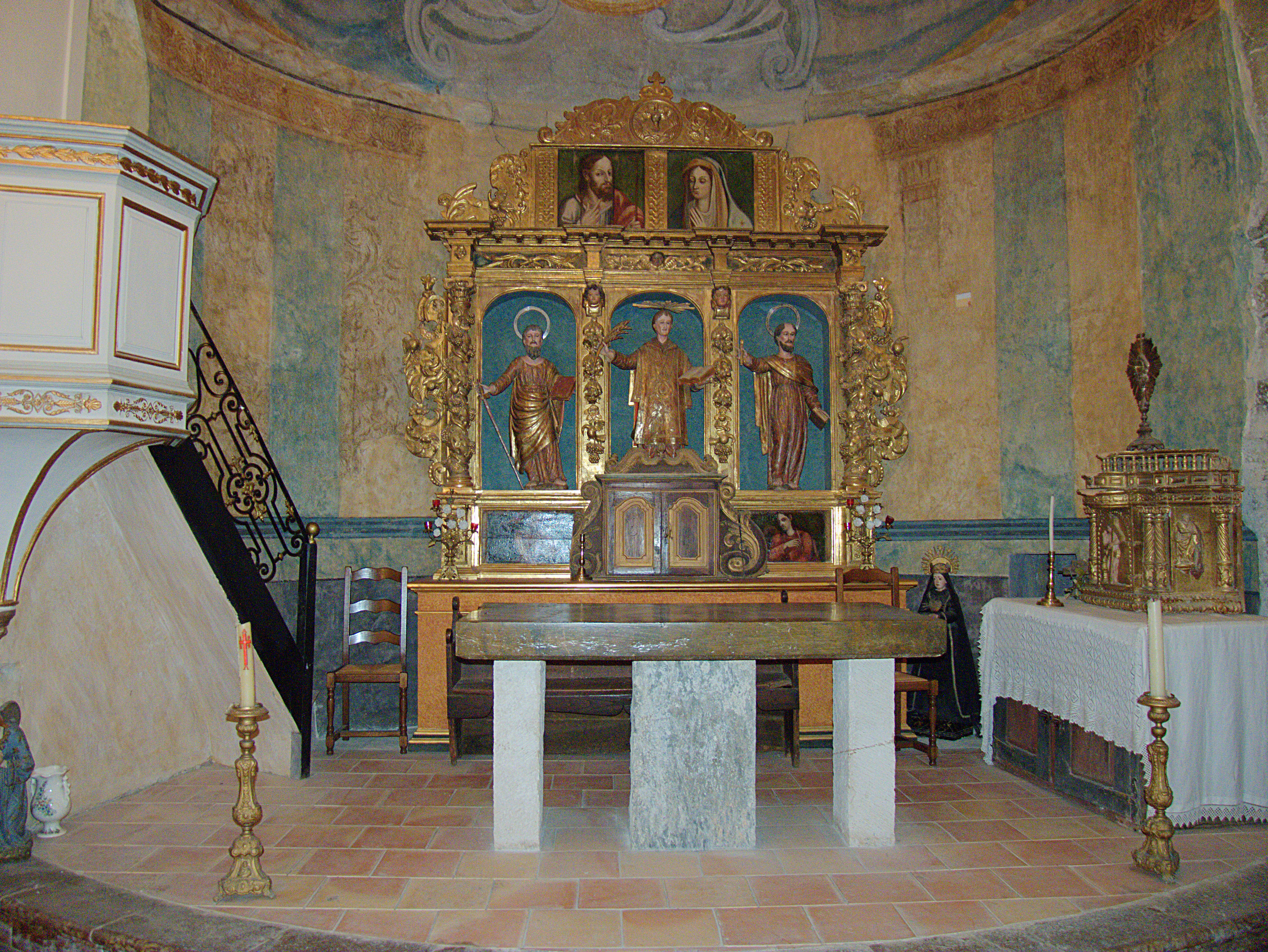
Cor, altar major i retaule
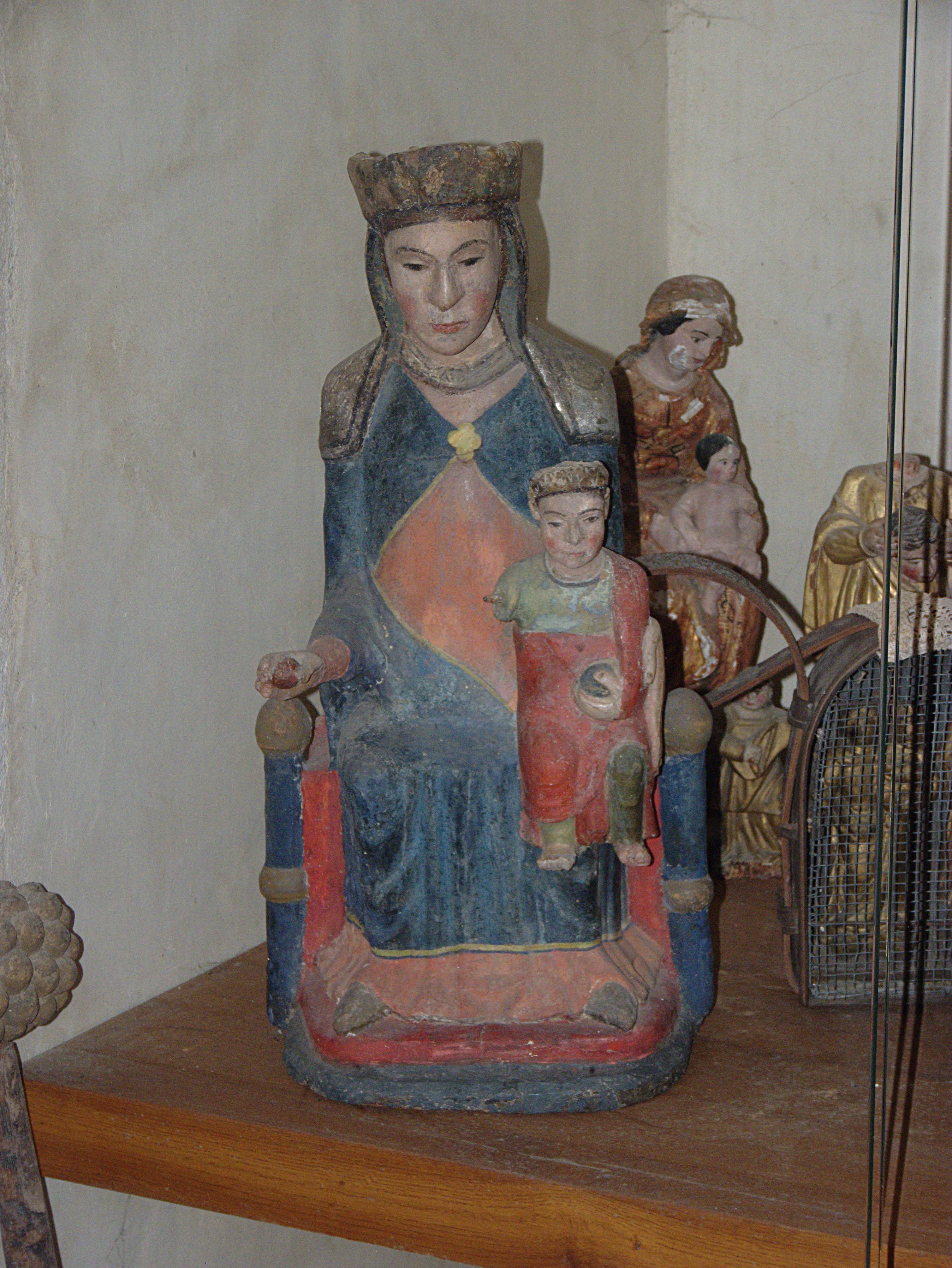
Mare de Déu amb l'Infant asseguda de fusta (segle xii)
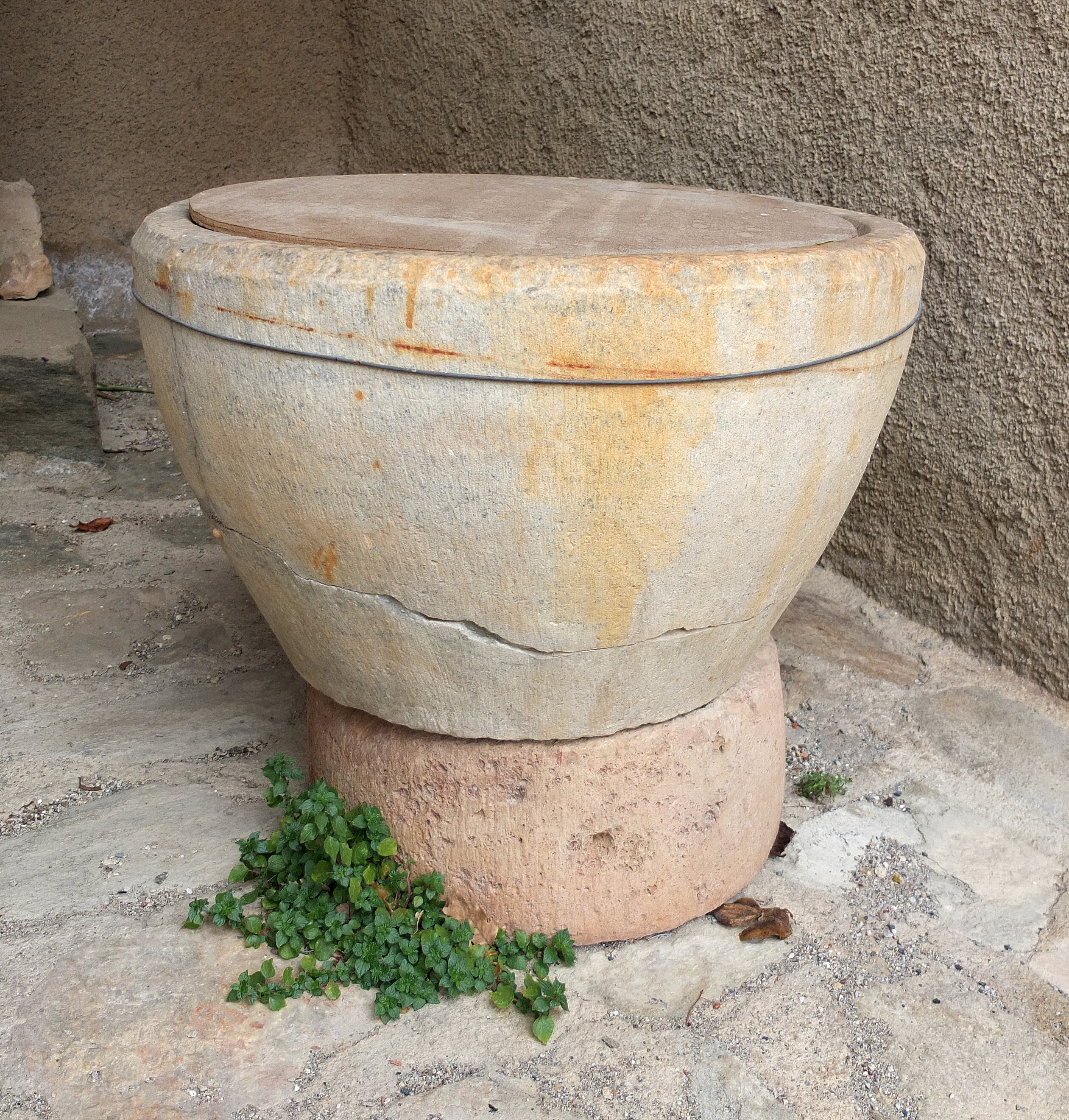
Pila baptismal